# عريضة شركاء في الوطن
عريضة شركاء في الوطن هي عريضة وجهت من قبل أربعمائة وخمسون شخصية من شيعة المملكة العربية السعودية (بينهم 50 عالم دين و42 أكاديميا و31 كاتبا وصحافيا وشاعرا و151 رجل أعمال و24 سيدة)، رُفعت إلى ولي العهد آنذك عبد الله بن عبد العزيز ومسؤولين آخرين في 28 صفر 1424 هـ الموافق 30 أبريل 2003. تضيف العريضة إلى المطالبة التقليدية بالاعتراف بالمذهب الشيعي مطالبة بالتمثيل السياسي في الجهاز التنفيذي للدولة وفي مجلس الشورى، بالإضافة للتمثيل في المؤسسات الدينية شأن رابطة العالم الإسلامي.

## أبرز مطالب العريضة
- الإعلان الصريح عن احترام المملكة لجميع المذاهب الإسلامية، ومنها المذهب الشيعي.
- اهتمام المسؤولين بالتأكيد الصريح على المساواة بين المواطنين على اختلاف مناطقهم ومذاهبهم.
- تجريم وإدانة أي ممارسة للتمييز الطائفي قد تصدر من بعض المغرضين والمنتفعين في أي موقع، وسن القوانين اللازمة لذلك وإلغاء كافة التعميمات والاجراءات الادارية السابقة المؤدية للتمييز.
- وضع حد لهذه التوجهات والممارسات التعصبية، بدءا من مناهج التعليم، ووسائل الاعلام، وما يصدر عن المؤسسات الدينية الرسمية.
- استحداث جهة رسمية تابعة اداريا لوزارة الاوقاف والشؤون الإسلامية، على غرار محكمة الاوقاف والمواريث التابعة لوزارة العدل، وتكون هذه الجهة بإدارة علماء من الشيعة، لتنظيم شؤونهم الدينية الثقافية تحت رعاية الدولة.
- إلغاء القيود والمضايقات على الشعائر الدينية وإفساح المجال لطباعة ودخول الكتب والمطبوعات الشيعية، وضمان حرية التعبير.
- السماح للمواطنين الشيعة بحقهم في التعليم الديني وإنشاء معاهد وكليات دينية للتعليم حسب مذهبهم.
- تطبيق الاوامر الملكية القاضية بحرية المواطنين الشيعة في الرجوع إلى محاكمهم الشرعية وإعطاء هذه المحاكم صلاحيات قانونية وتنفيذية مناسبة.[2]